# Turnera benthamiana
Turnera benthamiana là một loài thực vật có hoa trong họ Lạc tiên. Loài này được M.R. Schomb. miêu tả khoa học đầu tiên năm 1849.